# Candy (canção)
"Candy" é o single de estreia da cantora pop estadunidense, Mandy Moore, lançado em 1999, a partir do álbum So Real. Essa canção é um clássico exemplo do teen pop do final dos anos 1990, e começo dos anos 2000, época que as gravadoras começaram a surfar na onda da música pop voltada para os adolescentes surgindo inúmeras cantoras e boy bands, que seguiam o mesmo estilo.

## Videoclipe
O videoclipe foi dirigido por Chris Robinson e lançado em julho de 1999. O clipe começa com cenas de um bairro americano típico, com a câmera chegando ao quarto de Mandy Moore. O final do mostra Moore e seus dançarinos em uma piscina vazia, cercada por skatistas. O clipe contou com a participação do grupo pop feminino PYT. Na época, o clipe foi quase retirado do TRL depois de passar 61 dias na parada.

## Apresentações
Moore promoveu a música ao vivo em vários programas de TV ao longo de 1999 e 2000. Apresentou a música ao vivo no TRL da MTV, Top of the Pops e Rosie O'Donnell Show, bem como no programa All That da Nickelodeon. Ela também se apresentou ao vivo durante o festival Summer Music Mania 2000, que passou por várias cidades dos Estados Unidos.
Embora Mandy Moore tenha dito à MTV americana que acha as músicas de So Real "ruins", ela, ocasionalmente, canta esta música para os fãs, e suas mais recentes apresentações de "Candy" recebeu toques de rock e blues, por cima do pop chiclete.

## Singles
CD single (EUA)
1. "Candy" (main version) – 3:52
2. "Candy" (instrumental) – 3:52
3. Album snippets – 5:59

CD Single (Reino Unido)
1. "Candy"
2. "Candy" (Hex Hector Radio Edit)
3. "Not Too Young"
4. "Candy" (video)

CD Single (Austrália)
1. "Candy" - 04:06
2. "Candy" (George Calle Radio Remix) - 03:42
3. "Candy" (Hex Hector Radio Mix) - 03:45
4. "Candy" (Santana Radio Mix) - 04:20
5. Album Spinnets - 18:57
6. Multimidia

CD 1 (Europa)
1. "Candy" - 04:06
2. "Candy" (Instrumental) - 04:06

- Este CD não foi lançado no Reino Unido.

CD 2 (Europa)
1. "Candy" (album version) –  3:56
2. "Candy" (Hex Hector radio edit) – 3:45

CD Single (Alemanha)
1. "Candy" (album version) – 3:56
2. "Candy" (Hex Hector 12" Mix) – 9:52
3. "Candy" (Richie Santana Club Mix) – 6:34

12" vinyl promo (EUA)
1. "Candy" (Hex Hector 12" Mix) – 9:00
2. "Candy" (George Calle Radio Mix) – 4:00
3. "Candy" (Richie Santana Club Mix – 7:30
4. "Candy" (Hex Hector Dub) – 7:00

Remixes EP promo (Brasil)
1. "Candy" (edit with vocals) –  3:00
2. "Candy" (album version) – 3:55
3. "Candy" (Calle Rhythm Radio) – 3:42
4. "Candy" (Hex Radio) – 3:45
5. "Candy" (Hex Club) – 9:52
6. "Candy" (Hex Club) – 9:01
7. "Candy" (Richie Santana Radio) – 4:20
8. "Candy" (Richie Santana Radio) – 6:35
9. "Candy" (Richie Santana Radio) – 5:04

## Desempenho nas Paradas
"Candy" se deu moderadamente bem na Billboard Hot 100, entrou na lista no 88º lugar e atingiu a 41ª posição em sua oitava semana na parada. A música é considerada o single mais bem-sucedido de Moore internacionalmente, alcançou o sexto lugar no Reino Unido, o segundo lugar na Austrália e no Brasil chegou ao 5° lugar. Também ficou em 9º lugar na lista de singles mais tocados no mundo. Em novembro de 2012, "Candy" já tinha chegado a 753.000 cópias físicas vendidas e 198.000 downloads digitais de acordo com a Nielsen Soundscan.
| Paradas (1999)                  | Posição |
| ------------------------------- | ------- |
| Australian ARIA Singles Chart   | 2       |
| UK Singles Chart                | 6       |
| Canadian Hot 100                | 7       |
| Brasil Hot 100                  | 5       |
| Irish Singles Chart             | 27      |
| New Zealand RIANZ Singles Chart | 10      |
| Armenia Singles Chart           | 12      |
| French Singles Chart            | 16      |
| Billboard Hot 100               | 41      |
| Billboard Mainstream Top 40     | 27      |
| Radio & Records CHR/Pop Tracks  | 26      |
| Belgian Singles Chart           | 17      |
| German Singles Chart            | 32      |
| Austrian Singles Chart          | 38      |
| Swiss Singles Chart             | 39      |
| Swedish Singles Chart           | 46      |
| Mundo                           | 9       |

## Certificações
| País                  | Certificação | Vendas   |
| --------------------- | ------------ | -------- |
| Austrália (ARIA)      | Platina      | 70,000   |
| Estados Unidos (RIAA) | Ouro         | 753,000^ |